# Haitōrei

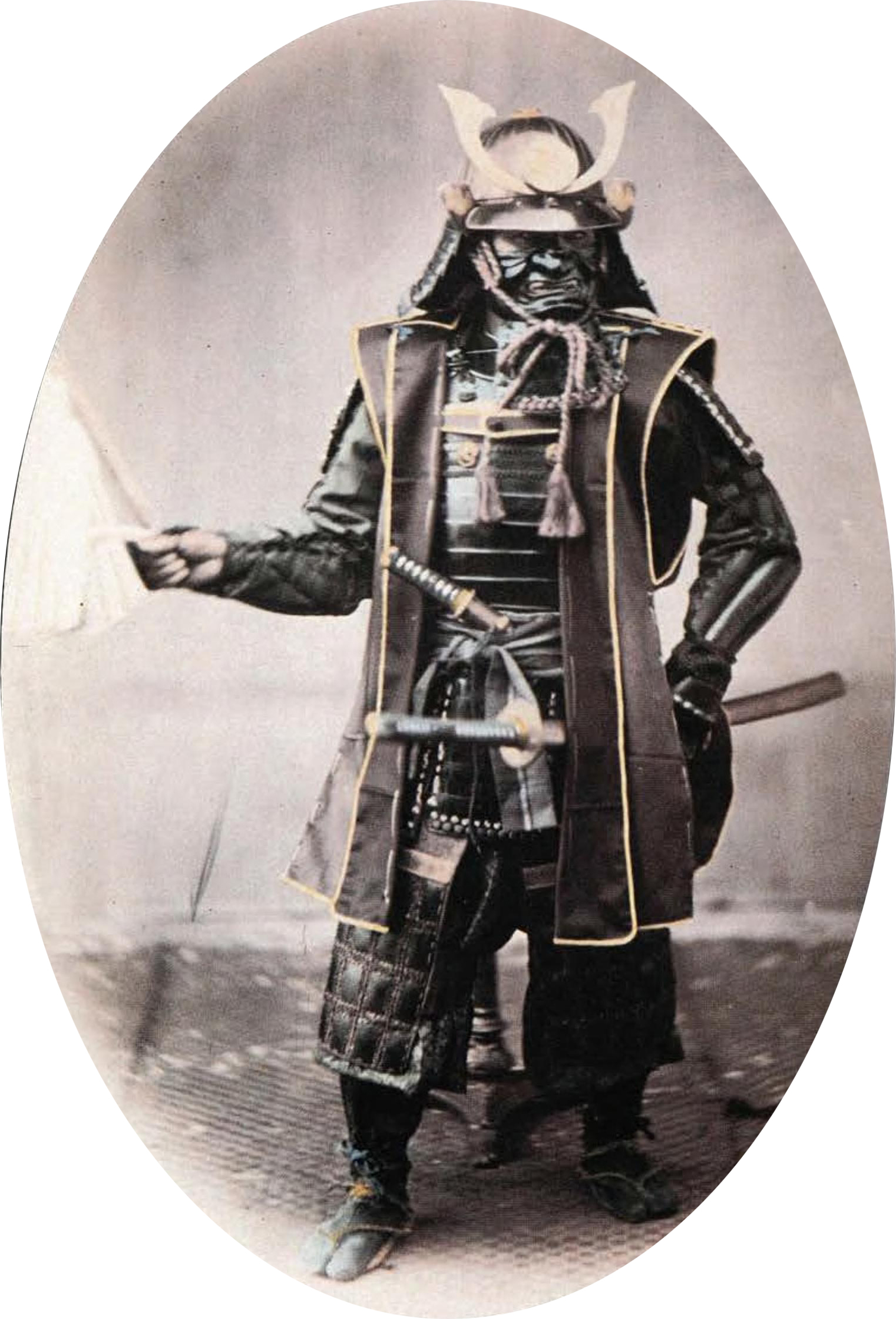
Samouraï en armure, vers 1860.

Le Haitōrei (廃刀令, haitōrei) ou Édit d'interdiction des épées, est un édit du gouvernement du Japon du 28 mars 1876, qui interdisait le port d'armes dans les lieux publics, à l'exception des militaires et de la police officielle. Les contrevenants se faisaient confisquer leurs armes.

## Contexte
Le Haitōrei faisait partie d'une série de mesures prises par le gouvernement pour abolir les privilèges traditionnels de la classe des samouraïs. Un premier Haitōrei de 1870 interdisait aux agriculteurs ou aux marchands de porter des sabres et de s'habiller comme des samouraïs. Cet édit fit partie des mesures visant à rétablir la sécurité et l'ordre public pendant la période tumultueuse suivant la restauration de Meiji et pendant la guerre de Boshin.
En 1871, le gouvernement avait émis l'édit Dampatsurei, autorisant les samouraïs à réduire leur chonmage (chignon) et porter une coupe de cheveux occidentale. Une conscription militaire fut instituée en 1873, et avec la création de l'Armée impériale japonaise, les samouraïs perdirent leur monopole sur l'activité militaire. Les allocations héréditaires des samouraïs, allouées originellement par leur seigneur féodal, puis par le gouvernement central à partir de 1871, furent également abolies en 1873. L'interdiction de porter les sabres (katana) suscita une controverse avec l'oligarchie Meiji, mais l'argument selon lequel le port du sabre était un anachronisme qui ne correspondait pas à l'occidentalisation du Japon l'a emporté. 

## Conséquences
Ces changements dans la société japonaise, et dans le statut social et économique des samouraïs, ont été une cause majeure de mécontentement au début de la période Meiji, et conduisent à un certain nombre d'insurrections dirigées par des samouraïs, en particulier dans l'ouest du Japon et sur l'île de Kyūshū. De même, à la suite du Haitorei, les sabres perdirent leur fonction utilitaire, et les forgerons furent contraints pour survivre de se tourner vers la production d'outils agricoles et d'ustensiles de cuisine.
Cela causa évidemment une perte considérable du savoir-faire traditionnel et artisanal japonais, en particulier dans ce qui touchait au monde du sabre japonais. Au Japon, les artisans n'étaient pas tous spécialisés dans la forge des lames et chaque élément du sabre comportait ses propres artisans spécialisés : polisseurs, fabricants de fourreaux (saya), fabricants de gardes (tsuba), etc. Pendant l'époque d'Edo, la demande était telle que les artisans durent se surpasser en matière d'esthétisme.
Lorsque ces façonniers perdirent leurs emplois, une bonne partie du savoir-faire se perdit également. Néanmoins, il s'avéra rapidement par la suite, d'abord pendant la guerre russo-japonaise, puis pendant les Première et Seconde Guerres mondiales, que les armées du Japon avaient encore besoin de sabres, puisque tous les officiers et sous-officiers en recevaient pour leur dotation standard. Mais à cause de la perte du savoir-faire, de nombreux sabres produits pour l'armée (guntō) se sont avérés de mauvaise qualité. Les armes étaient produites en série, beaucoup de ceux qui les forgeaient n'avaient aucune expérience en la matière et utilisaient de l'acier de mauvaise qualité. Il était aussi fréquent que la production de ces sabres militaires soit bâclée.
C'est à la lignée des forgerons Gassan que l'on doit en bonne partie la préservation du nippontō, grâce à sa persévérance, son éthique professionnelle et ses liens avec la Cour Impériale et le gouvernement, qui conduisirent à la création d'une association de préservation du sabre japonais, en sa qualité d'œuvre d'art. On sait aussi que l'empereur Meiji avait un intérêt pour la collection de sabres.